# Sideways (album Men Without Hats)
Sideways è il quinto album in studio del gruppo musicale canadese Men Without Hats, pubblicato il 30 aprile 1991 in Canada e il 25 gennaio 1992 in Giappone.

## Tracce
1. Sideways – 5:01
2. Fall Down Gently – 3:00
3. In the Meadow – 3:43
4. The Van der Graaf Generation Blues – 2:17
5. Nadine – 3:44
6. Everybody Wants to Know – 5:24
7. I Am the Walrus ("No You're Not", Said Little Nicola) – 5:05
8. Kenbarbielove – 4:13
9. Lost Forever – 6:11
10. Life After Diamond Head – 2:29
11. Love (All Over the World) – 3:47
12. Harry Crews – 5:14